# 吉崎知典
吉崎 知典（よしざき とものり、1962年 - ）は、日本の政治学者。東京外国語大学(TUFS)大学院総合国際学研究院特任教授、TUFS地域研究センター(TASC)センター長。政策研究大学院大学客員教授。元防衛省防衛研究所特別研究官・研究幹事。専門は戦略論、安全保障論、ヨーロッパ政治史。

## 経歴・人物
神奈川県出身。慶應義塾大学法学部政治学科卒業、同大学院法学研究科修士課程修了（法学修士）。1987年防衛省防衛研究所入所。2015年より2022年まで特別研究官、2023年まで研究幹事。
1993年ロンドン大学キングス・カレッジ・ロンドン防衛研究学部客員研究員、1999年米ハドソン研究所客員研究員。
2008年より東京外国語大学大学院平和構築・紛争予防専修コース（PCS）客員講師、2014年より筑波大学大学院客員教授、2015年より神戸大学客員教授を兼務。2023年より東京外国語大学大学院総合国際学研究院特任教授、2023年10月よりTUFS地域研究センター(TASC)センター長。2024年より政策研究大学院大学客員教授を兼務。

## 著書

### 共著
- 『戦争 - その展開と抑制』（勁草書房, 1997年）
- 『平和構築における治安部門改革』（国際書院, 2012年）
- 『冷戦後のNATO: “ハイブリッド”同盟への挑戦』（ミネルヴァ書房, 2012年）
- 『世界に向けたオールジャパン - 平和構築・人道支援・災害救援の新しいかたち』（内外出版, 2016年）